# 플란데런 지역

플란데런의 흑사자기

빨간색으로 표시된 부분이 플란데런 지역

플란데런 지역(네덜란드어: Vlaams Gewest, 프랑스어: Région flamande 레지옹 플라망[*], 독일어: Flämische Region 플레미셰 레기온[*])은 벨기에 북부에 위치한 지역으로 의회 소재지는 브뤼셀, 공용어는 네덜란드어이며 면적은 13,522km2, 인구는 6,306,638명(2011년 1월 1일 기준), 인구 밀도는 470명/km2이다. 유럽에서 인구 밀도가 가장 높은 지역에 속한다.
플란데런어 공동체와 함께 공동 정부와 공동 의회를 두고 있으며 5개 주(림뷔르흐주, 베스트플란데런주, 안트베르펜주, 오스트플란데런주, 플람스브라반트주)가 플란데런 지역에 속한다.

## 지역 정보
- 의회 소재지: 브뤼셀
- 정부
  - 총리: 크리스 페이터르스 (Kris Peeters)
- 면적
  - 전체 면적: 13,522km2
- 인구: 6,306,638명 (2011년 1월 1일 기준)
- 인구 밀도: 470명/km2
- 공용어: 네덜란드어
- ISO 3166 코드: BE-VLG
- 기념일: 7월 11일

## 같이 보기
- 플란데런의 국가
- 플란데런
- 플람스어
- 벨기에의 주